# Julian Amery
Harold Julian Amery (ur. 27 marca 1919, zm. 3 września 1996), brytyjski polityk, członek Partii Konserwatywnej, minister w rządach Harolda Macmillana i Aleca Douglasa-Home’a, członek Conservative Monday Club.

## Życiorys
Jego ojcem był inny konserwatywny polityk, Leo Amery. Jego starszy brat, John, współpracował hitlerowskimi Niemcami i po II wojnie światowej został stracony za zdradę stanu. Julian kształcił się w Eton College oraz w Balliol College na Uniwersytecie Oksfordzkim. 26 stycznia 1950 r. poślubił Catherine Macmillan (1926-1991), córkę późniejszego premiera Harolda Macmillana. Julian i Catherine mieli razem syna i trzy córki.
Przed wybuchem II wojny światowej Julian był korespondentem wojennym podczas hiszpańskiej wojny domowej. Następnie pracował jako attaché brytyjskiem ambasady w Belgradzie. Po wybuchu wojny wstąpił do Royal Air Force. W 1940 r. otrzymał stopnień sierżanta. W 1941 r. został przeniesiony do British Army w randze kapitana. Wojnę spędził w basenie Morza Śródziemnego - na Bliskim Wschodzie, Malcie i Jugosławii. W 1944 r. był doradcą wojskowym albańskiego ruchu oporu. W 1945 r., razem z generałem Cartonem de Wiart, był osobistym przedstawicielem premiera przy generalissimusie Chang Kaj-szeku.
W 1950 r. Amery wygrał wybory parlamentarne w okręgu Preston North i zasiadł w Izbie Gmin. W 1957 r. został podsekretarzem stanu w ministerstwie wojny. W latach 1958–1960 sprawował analogiczne stanowisko w ministerstwie ds. kolonii. W 1960 r. został ministrem lotnictwa, a w 1962 r. członkiem gabinetu jako minister stanu ds. lotnictwa. Pozostał na tym stanowisku do wyborczej porażki konserwatystów w 1964 r.
Amery zasiadał w Izbie Gmin do 1966 r., kiedy to przegrał wybory powszechne. Do parlamentu powrócił w 1969 r. po wygranych wyborach uzupełniających w okręgu Brighton Pavilion. Okręg ten reprezentował do 1992 r. W administracji Edwarda Heatha Amery był ministrem ds. prac publicznych (1970-1972), ministrem ds. budownictwa (1970-1972) oraz ministrem stanu w Foreign Office (1972-1974).
Z miejsca w Izbie Gmin zrezygnował w 1992 r. Następnie został kreowany parem dożywotnim jako baron Amery of Lustleigh i zasiadł w Izbie Lordów. Zmarł w 1996 r.